# 全額交割股
全額交割股是一股市術語，法規用詞為變更交易方法股票，股票市場慣稱「全額交割股」。全額交割制度為台灣股票市場所特有，透過縮短交割期限及事先備齊款券的方式，來保障投資人權益。

## 定義
上市上櫃公司經營一段時間後，因財務發生危機以致產生退票情形，或是未在規定時間內公告每一季的財務報表等因素，將會依規定被列為「全額交割股」。被列全額交割的股票，是指財務發生困難、重整，或停工的股票發行公司，用意在限制股票過度流通，投資該股票的風險程度極高。其交易方式也與普通股不同，全額交割股被規定禁止進行信用交易，買賣時如取消，重新委託時需再辦理手續。一般認為全額交割為財務危機的一種，因此一旦公司被宣布為全額交割股後，其股價通常會嚴重下跌。而臺灣證券交易所《營業細則》第四十九條第一項規定十四款證交所可將公司股票變更為全額交割股之事由。證交所形式審閱半年報，若淨值為負數，股票將終止上市；每股淨值低於新臺幣5元、會計師查核簽證意見有「非無保留意見」或「對繼續經營假設有疑慮」等，股票將列為全額交割等變更交易方式。

### 交易方式
一般股票的買賣，通常買賣協議的成立是交易，然後買賣協議的履行稱之為交割。投資人買賣全額交割之股票，應於委託買賣前，預先繳交股票或價款；而被規定於全額交割股以後，證券商必需要先收到買賣股票的價款或股票，才能進行交易。買進時需先繳交全額股款，經紀商才會接受委託，代為買進；賣出時也要先繳交股票，經紀商才會接受委託代為賣出，且不接受信用交易（即不得以融資融券之方式交易）。「全額交割」是指投資人不可以將同一天買賣相同標的股票總張數相互沖抵，必須把每筆交易的股票或現金集中送到交易所清算組交割。

### 可能風險
由於一般投資人對公司財務不了解，一旦稍不留意，持股很可能因淨值過低被取消信用交易、甚至打入全額交割股，等於住進加護病房。因此，空手者若沒有徹底研究基本面，最好對低淨值股敬而遠之；至於持有者，反彈逢高也應分批出脫，免得住進套房求售無期。

## 新制規定
自2009年起，證交所的新措施改為第一季季報和去年年報的每股淨值均低於10元，公司信用交易的資格才會被取消。也就是說，只要第一季季報或年報淨值維持在票面以上，便可維持融資融券交易。原本被取消融資融券的公司，要待半年報或年報的每股淨值回升到10元，方可申請恢復信用交易；但新制也將規定放寬，改為公司可依照年報或第一季季報每股淨值較高者，作為恢復信用交易的依據。

## 資料來源
1. ↑  . 商業經濟金銀島.   [2012-08-29]. （原始内容存档于2013-02-14） （中文（臺灣））.
2. ↑  Philip Liu. . CENS.com. 2009-06-18  [2012-08-29]. （原始内容存档于2019-09-30） （英语）. Taipei, June 18, 2009 (CENS)--Powerchip Semiconductor, a leading DRAM (dynamic random access memory) maker, will be relegated to the category of full-cash delivery stocks, starting tomorrow (June 19), due to its failure to reach a settlement with holders of US$157 million (NT$5.2 billion ) worth of euro-dollar convertible bonds by the deadline on 10:00 p.m. yesterday (June 17).
3. ↑  . 元大寶來證券.   [2012-09-05]. （原始内容存档于2012-09-18） （中文（臺灣））. 此類股必須預收款券才能委託下單，故須透過營業員下單。所謂「預收款券」，投資人在下單買進之前，必須將委託價格乘以委託單位加手續費之總款項，先行繳交證券商，俟營業員查核無誤後，始得輸入買進委託；賣出股票前，則必須將股票先行存入集保帳戶內或以現股繳交證券商，證券商始得輸入賣出委託，相關股款請先電洽營業員索取全額交割股入款專戶帳號。如未成交，相關股款或股票在收完盤後，退回投資人的交割銀行及集保帳號。
4. ↑  . 永豐金證券. 2002-01-21  [2012-09-01]. （原始内容存档于2004-12-12） （中文（臺灣））. 被列全額交割的股票，都是財務發生困難、重整，或停工的公司，其用意在限制其股票的過度流通，投資此類股票的風險很高。全額交割股被「證券暨期貨管理委員會」規定禁止進行信用交易，且在向證券商委託買賣時，應繳足買進時之價款，或賣出時先繳驗股票。買賣時如取銷後再委託，需重新辦理委託手續。
5. ↑  連兆龍. 全額交割宣告對股價影響之研究 （页面存档备份，存于）. 樹德科技大學經營管理研究所碩士論文, 2007.
6. 1 2  王秋滿. . 聯晟法網.   [2012-09-04] （中文（臺灣））. 勁永國際涉嫌與子公司互做假帳，經證交所派員實際查核後，於十二月將案子移送查緝黑金中心，日前終於接獲確實的資金流向證據，發現勁永涉嫌以一套資金循環留用需增營收，且勁永對此問題避重就輕，無法釐清疑點，因此證交所決議援用法規，將勁永國際之股票打入全額交割股，直到改善為止。
7. ↑  蕭志忠. . 聯合報. 2012-09-01  [2012-09-05]. （原始内容存档于2012-09-03） （中文（臺灣））.
8. ↑  . TWSE台灣證券交易所.   [2012-08-30]. （原始内容存档于2016-03-05） （中文（臺灣））. 法規用詞為「變更交易方法股票」，市場慣稱全額交割股。證券經紀商於接受委託人委託買賣時，應先向委託人收足款券，始得辦理買賣申報。
9. ↑  蕭志忠. . 經濟日報. 2009-04-02  [2012-09-05]. （原始内容存档于2020-06-02） （中文（臺灣））.

## 外部連結
- 台灣證券交易所「全額交割股」查詢（页面存档备份，存于）
- 證券櫃檯買賣中心「全額交割股」查詢（页面存档备份，存于）
- . 富邦證券. （原始内容存档于2011-05-24） （中文（臺灣））.
- gigahunter. . MoneyDJ理財網.   [2012-09-05]. （原始内容存档于2016-03-06） （中文（臺灣））.